# Сердечник зубчатый
Сердечник зубчатый (лат. Cardamine pratensis subsp. paludosa) — многолетнее травянистое растение, относящееся к роду Сердечник (Cardamine) семейства Капустные (Brassicaceae). Русскоязычное название приведено по устаревшему синониму лат. Cardamine dentata. В соответствии с МКБН более корректным является Сердечник луговой подвид болотный, однако в существующих авторитетных источниках оно не встречается.

## Ботаническое описание[2]
Многолетнее травянистое растение.
Стебель до 70 см высотой или несколько выше.
Листья темно-зелёные, с четырьмя—десятью парами листочков, прикорневые длинночерешковые, с округлыми листочками на черешках, край выемчато-зубчатый. Верхушечный листочек крупнее остальных. Стеблевые листья короткочерешковые, листочки также короткочерешковые, довольно широкие. Листья легко опадают и могут укореняться.
Соцветие — кисть, сначала почти щитковидная, потом удлинённая, редкая, 10—20-цветковая. Чашелистики овальные, лепестки белые или лиловатые около 15 мм длиной, жилки малозаметные, бесцветные или фиолетовые.
Плод — стручок, почти прямой, на косо вверх стоячих цветоножках. Столбик толстый.
Цветёт в мае—августе.
Хромосомное число 2n=72. По другим источникам 2n=52, 54.

## Распространение и экология[2]
Палеарктический вид — природный ареал охватывает всю Европу, Монголию, Западный Тибет, Абиссинию, Северную Америку, Гренландию. В России встречается в Европейской части, по всей Сибири, на Дальнем Востоке. 
Произрастает по берегам озер, канав, на затененных мокрых местах у воды.

## Классификация

### Таксономия[4]
Cardamine pratensis subsp. paludosa L., 1753, Sp. Pl. : 655
Вид Сердечник зубчатый относится к роду Сердечник семейства Капустные (Brassicaceae) порядка Капустоцветные (Brassicales). Кладограмма в соответствии с Системой APG IV по состоянию на июнь 2023 года:
|  |                                      |  |                                   |                                   |                     |  | ещё 16 семейств | ещё 16 семейств |                       |  |  |  | еще 252 подтвержденных вида и 55 видов, ожидающих подтверждения | еще 252 подтвержденных вида и 55 видов, ожидающих подтверждения |  |  |
|  |                                      |  |                                   |                                   |                     |  | ещё 16 семейств | ещё 16 семейств |                       |  |  |  | еще 252 подтвержденных вида и 55 видов, ожидающих подтверждения | еще 252 подтвержденных вида и 55 видов, ожидающих подтверждения |  |  |
|  |                                      |  |                                   | порядок Капустоцветные            |                     |  |                 |                 | род Сердечник         |  |  |  |                                                                 | подвид Сердечник луговой подвид болотный                        |  |  |
|  |                                      |  |                                   | порядок Капустоцветные            |                     |  |                 |                 | род Сердечник         |  |  |  |                                                                 | подвид Сердечник луговой подвид болотный                        |  |  |
|  | отдел Цветковые, или Покрытосеменные |  |                                   |                                   | семейство Капустные |  |                 |                 | вид Сердечник луговой |  |  |  |                                                                 |                                                                 |  |  |
|  | отдел Цветковые, или Покрытосеменные |  |                                   |                                   |                     |  |                 |                 |                       |  |  |  |                                                                 |                                                                 |  |  |
|  |                                      |  | ещё 63 порядка цветковых растений | ещё 63 порядка цветковых растений |                     |  |                 | ещё 354 рода    | ещё 354 рода          |  |  |  | еще 6 внутривидовых таксонов                                    |                                                                 |  |  |
|  |                                      |  |                                   | ещё 63 порядка цветковых растений |                     |  |                 |                 | ещё 354 рода          |  |  |  |                                                                 |                                                                 |  |  |

### Синонимы
- Cardamine dentata  Schult.
- Cardamine dentata var. palustris  (Wimm. & Grab.) Khatri
- Cardamine paludosa  Knaf
- Cardamine pratensis subsp. dentata  (Schult.) Čelak.
- Cardamine pratensis subsp. dentata  Čelak.
- Cardamine pratensis subsp. palustris  (Wimm. & Grab.) R.T.Clausen
- Cardamine pratensis var. dentata  (Schult.) Neilr.
- Cardamine pratensis var. palustris  Wimm. & Grab.
- Cochlearia heterophylla  Cav.